# Ludwik Sienicki
Ludwik Sienicki (występuje też pisownia Siennicki) herbu Bończa (ur. 2 lutego 1677, zm. w 1755) – polski wojskowy, pisarz oraz zesłaniec na Syberię.

## Życiorys
Regimentarz dywizji został wzięty do niewoli w czasie wojny z Rosją w 1707 i wraz z bratem stryjecznym Krzysztofem, generałem artylerii, więziony w kilku miastach europejskiej części Rosji. W 1709 zesłany do Tobolska, a później do Jakucka (Krzysztof zmarł w podróży). W 1722 uwolniony, powrócił do kraju. Pod wpływem doświadczeń niewoli podjął po powrocie decyzję o konwersji z kalwinizmu na katolicyzm. W 1754 wydał książkę o pobycie na zesłaniu, gdzie zawarł także liczne obserwacje dotyczące wierzeń oraz życia Jakutów, Czukczów i Kamczadali narodów wschodniej Syberii oraz jej przyrody. W pracy tej zawarł także obszerne rozważania na temat różnych wyznań chrześcijańskich. 

## Publikacje Sienickiego
- Ludwik Sienicki, 1754: Dokument osobliwego miłosierdzia boskiego cudownie z kalwińskiey sekty pewnego sługę y chwalcę swego do Kościoła Chrystusowego pociągający, z wykładem niektórych kontrawersyj zachodzących między nauką kościoła powszechnego katolickiego a podaniem wymyślonym rozumem ludzkim luterskiey, kalwińskiey, greckiey i innych w tej księdze wyrażonych y wymienionych sekt; y z wspomnieniem o mniey znanych Moskiewskiego Państwa krainach w pogańskich błędach jeszcze zostających dla duchownego pożytku ludzi w różnych sektach od jedności kościoła powszechnego odpadłych, częścią z uporu, częścią z niewiadomości żyjących, z druku pierwszy raz wychodzący. Drukarnia J.K.M. WW. XX Franciszkanów, Wilno[2]